# 후치촌 (나가사키현)
후치촌(淵村)은 나가사키현 니시소노기군에 설치되었던 촌이다. 현재의 나가사키시에 해당한다. 1898년 일부는 나가사키시, 일부는 우라카미야마자토촌에 편입한 후에 잔여부를 고사카키촌로 분리했다.

## 지리
니시소노기 반도의 남서부에 위치하며, 서안을 가쿠리키탄에 접한다.

## 역사
- 1889년 4월 1일 - 정촌제 시행에 의해 니시소노기군 후치촌이 성립하였다.
- 1898년 10월 1일  후치촌의 일부는 우라카미야마자토촌에 편입, 잔부는 고사카키촌에 분립해 지지체는 소멸하였다.

## 참고문헌
- 角川日本地名大辞典 42 長崎県
- 長崎縣告示第百二十九號『市村廃置分合の件  보관됨 2018-04-26 - 웨이백 머신・ 보관됨 2018-04-26 - 웨이백 머신』長崎県公報 明治31年7月22日付
- 市域の変遷（長崎市例規集）